# 智頭郡
智頭郡是過去屬於因幡國的郡。已於1896年3月29日與八上郡、八東郡合併為八頭郡。

## 歷史
根據『和名抄』，智頭郡過去下轄美成、佐治、土師、日部、三田等5鄉。

### 年表
- 1889年10月1日：實施町村制，此時智頭郡下轄：智頭村、富澤村、大內村、山鄉村、虫井村、中田村、那岐村、用瀨村、大村、社村、口佐治村、中佐治村、上佐治村。（13村）
- 1896年3月29日：與八上郡、八東郡合併為八頭郡。